# Поґожелиця (Лобезький повіт)
Поґожелиця (пол. Pogorzelica, нім. Margarethenhof) — село в Польщі, у гміні Радово-Мале Лобезького повіту Західнопоморського воєводства.
Населення — 77 осіб (2011).
У 1975-1998 роках село належало до Щецинського воєводства.

## Демографія
Демографічна структура станом на 31 березня 2011 року:
|          | Загалом | Допрацездатний вік | Працездатний вік | Постпрацездатний вік |
| -------- | ------- | ------------------ | ---------------- | -------------------- |
| Чоловіки | 39      | 12                 | 22               | 5                    |
| Жінки    | 38      | 5                  | 24               | 9                    |
| Разом    | 77      | 17                 | 46               | 14                   |